# Санніслоуп (Каліфорнія)
Санніслоуп (англ. Sunnyslope) — переписна місцевість (CDP) в США, в окрузі Ріверсайд штату Каліфорнія. Населення — 5153 особи (2010).

## Географія
Санніслоуп розташований за координатами 34°1′13″ пн. ш. 117°25′32″ зх. д. / 34.02028° пн. ш. 117.42556° зх. д. (34.020263, -117.425427).  За даними Бюро перепису населення США в 2010 році переписна місцевість мала площу 3,82 км², уся площа — суходіл.

## Демографія
Згідно з переписом 2010 року, у переписній місцевості мешкали 5153 особи в 1185 домогосподарствах у складі 1036 родин. Густота населення становила 1350 осіб/км².  Було 1242 помешкання (325/км²).
Расовий склад населення:
| - 58,5 % — білих - 1,9 % — чорних або афроамериканців - 1,5 % — азіатів - 1,1 % — корінних американців - 0,2 % — вихідців з тихоокеанських островів - 32,9 % — осіб інших рас |

До двох чи більше рас належало 3,9 %. Частка іспаномовних становила 70,4 % від усіх жителів.
За віковим діапазоном населення розподілялося таким чином: 30,5 % — особи молодші 18 років, 61,5 % — особи у віці 18—64 років, 8,0 % — особи у віці 65 років та старші. Медіана віку мешканця становила 31,1 року. На 100 осіб жіночої статі у переписній місцевості припадало 102,2 чоловіків;  на 100 жінок у віці від 18 років та старших — 101,1 чоловіків також старших 18 років.